# Kennedy (Kalifornia)
Kennedy – jednostka osadnicza w Stanach Zjednoczonych, w stanie Kalifornia, w hrabstwie San Joaquin.